# Inlaag Hoofdplaat
Inlaag Hoofdplaat is een natuurgebied ten westen van Hoofdplaat, in de Nederlandse provincie Zeeland. Het is in bezit van de natuurbeschermingsorganisatie Het Zeeuwse Landschap.

## Geschiedenis
De inlagen vormen het noordelijk deel van de in 1778 ingedijkte Hoofdplaatpolder. Toen deze polder werd aangelegd was er nog een aanzienlijke breedte aan schorren voor de dijk aanwezig. De aanleg van de polder had echter een versmalling van de Westerschelde ten gevolge, waardoor ook het stromingspatroon veranderde. Reeds in 1795 had de stroming deze schorren opgeruimd en vreesde men voor de dijk. Men moest toen de eerste inlagen aanleggen aangezien regelmatig dijkval voorkwam. Ook in 1811 en 1814 werden weer inlagen aangelegd , terwijl men in 1921 en 1922 de dijk nog verder landinwaarts verlegde. De huidige inlagen liggen tussen de dijken van 1922 en die van omstreeks 1811. Het huidige inlaaggebied meet ongeveer 88 ha, terwijl daarenboven nog 290 ha van de polder aan de zee werd opgeofferd.

## Natuurgebied
Het natuurgebied is gelegen tussen het vakantiepark "Scaldia" nabij Hoofdplaat, en de buurtschap Hoogeweg, ten westen daarvan. Bekend als De Vossekaai is het een afwisselend gebied met een populierenbos, hooilandjes, en drassige weilanden. Het gebied ten westen van het populierenbos, dat vanouds als weiland in gebruik was, werd in 2001 heringericht waarbij de toplaag werd afgegraven.
Vooral een zeer klein hooilandje herbergt een aantal zeldzame plantensoorten, zoals rietorchis en vier andere orchideeënsoorten, zilt torkruid, zilte zegge, zilte rus en kattendoorn. De parasitaire klavervreter groeit sommige jaren massaal, en dan weer nauwelijks op dit hooilandje. In 2000 werd op een dijkje de kleinbloemige salie aangetroffen, een plant die in 1948 voor het laatst in Nederland werd gezien en tegenwoordig de enige groeiplaats in de Benelux is. In een vochtig wilgenbosje groeit schaafstro.
In het drassige gebied in het oostelijk gedeelte groeit onder meer rode waterereprijs. Tot de vogels behoren baardmannetje, bruine kiekendief en kleine zilverreiger. De argusvlinder wordt er gevonden.

## Toegankelijkheid
Door een deel van het gebied is een wandeling uitgezet.

## Externe bron
- Inlaag Hoofdplaat